# 대만의 교통
중화민국 교통부는 대만의 교통을 관리한다.
대만은 좋은 도로망을 갖추고 있으며 자동차 보유율도 높아 평균 30명당 1대 정도이다. 여러 개의 철도노선과 잘 정비된 버스운행체계를 가지고 있다. 주요항구는 가오슝항과 지룽항이며 중정국제공항과 쑹산공항이 대표적이다.

## 육로 교통

### 철도
전체:1,580 km (2009) (대만 섬 전체)
- 대만 철로 관리국: 1,097 km  of 1,067 mm (3 ft 6 in) gauge
- 대만 고속철도: 354 km of 1,435 mm (4 ft 8 1⁄2 in) gauge
- 가오슝 첩운: 51.8 km of 1,435 mm (4 ft 8 1⁄2 in) gauge
- 타이베이 첩운: 131.1 km of 1,435 mm (4 ft 8 1⁄2 in) gauge
- 타오위안 지하철: 51.03 km of 1,435 mm (4 ft 8 1⁄2 in) gauge
- 타이완 슈거 코퍼레이션: 240 km of 762 mm (2 ft 6 in) gauge
- 삼림 철도: 86 km of 762 mm (2 ft 6 in) gauge

## 항로 교통

### 공항
총 40개
- 3,047 m ~: 6   (타이베이 타오위안, 타이중, 가오슝, 타이난, 자이, 핑둥)
- 2,438 ~ 3,047 m: 5   (진먼, 마궁, 화롄, 타이베이 쑹산, 타이둥)
- 1,524 ~ 2,437 m: 2   (헝춘, 난간)
- 914 ~ 1,523 m: 4  (베이간, 란위, 류다오, 왕안)
- 914 m 미만: 1  (치메이)

### 항공
총 8개
1. 중화항공
2. 덕안항공
3. 에바 항공
4. 원동항공
5. 만다린 항공
6. 타이거 항공 타이완
7. 유니 항공
8. 스타룩스 항공